# Kara-Kuldscha (Osch)
Kara-Kuldscha (auch Karakuldscha, kirgisisch Кара-Кулжа) ist ein Dorf im Oblus Osch (Kirgisistan) mit 15.715 Einwohnern (Stand 2022). Es ist Verwaltungssitz des Rajon Kara-Kuldscha.

## Geographie
Das Dorf liegt im Gebirgstal des Flusses Kara-Darja, südöstlich und flussaufwärts von Ösgön.

## Bevölkerung
| Jahr | Einwohner |
| ---- | --------- |
| 1999 | 10.770    |
| 2009 | 11.794    |
| 2022 | 15.715    |